# Shape (Rapper)
Shape ist ein Schweizer Rapper aus Luzern und Basel mit bürgerlichem Namen Emanuele DeCaro. Er ist Mitglied der sogenannten AOH-Family (Gründung 1990), der Gruppe Wrecked Mob und bildet zusammen mit dem Churer MC Spooman das „Dynamic Duo“.

## Biographie
Mitte der 1990er war Shapes Stimme erstmals auf der Mundart-Hip-Hop-Veröffentlichung „Homeworks“ von DJ Dimos zu hören. Zusammen mit Spooman, Shark, Zoro, Zora und DJ Z-Cut gründete Shape 1996 die Gruppe Wrecked Mob. Zusammen veröffentlichten sie als ersten Mundart-Hip-Hop-Act ein Album bei einem Major Label. Ein Jahr später folgte die gemeinsame WG mit Spooman. Die beiden veröffentlichten 1998 die AOH Family-EP. Spooman und SHAPE entwickelten sich mit der Zeit immer mehr zu einem festen und dynamischen künstlerischen Duo. Ihre 1999 erschienene EP „Vollkontakt – HipHop“ wurde ausverkauft und im Juli 2004 in einer Limited Edition wieder veröffentlicht. Ihre „Ändspurt Tour“ zusammen mit Bligg'n'Lexx, Gleiszwei, TAFS und Rookie führte sie durch verschiedene Orte in der Schweiz. Nach einer kleinen Auszeit und Spoomans Solo-Veröffentlichungen veröffentlichten sie 2004 das Album „Veni Vidi Vici“. 2007 wurde die erste Shape-Solo-Platte „Eine vo Viele“ veröffentlicht. 2011 feierte er sein Comeback mit dem Album „Eine wie keine“.

## Diskographie
- 1996 Wrecked Mob – Microphone Testa
- 1998 AOH-Family – Chill
- 1998 Wrecked Mob – Mission Possible
- 1999 Dynamic Duo – Vollkontakthiphop
- 1999 Dynamic Duo – Irie Tape vol.1 (DD Freestyle Tape)
- 2000 Wrecked Mob – Läbenslauf
- 2004 Dynamic Duo – Vollkontakthiphop (Re-Release)
- 2004 Dynamic Duo – Veni, Vidi, Vici
- 2007 Shape – Eine vo viele
- 2010 Dynamic Duo – Championsound
- 2011 Shape – Eine wie keine
- 2017 Shape & TreBeats – Zwei für eine